# Jean Paulhan
Jean Paulhan, född 2 december 1884 i Nîmes, död 9 oktober 1968 i Paris, var en fransk författare. Han var son till Frédéric Paulhan.
Paulhan debuterade med ett band folkdiktning från Madagaskar, och har i flera av sina verk visat på sitt språkpsykologiska intresse. Bland hans verk märks särskilt Jacob Cow le pirate ou si les mots sont des signes (1921). Från 1921 var Paulhan redaktör för tidskriften Nouvelle Revue Française.
Anne Desclos medgav några år före sin död på 1990-talet, att hennes roman Berättelsen om O (1954) var skriven som ett enda långt kärleksbrev till Jean Paulhan.

## Brevväxlingar
- Paul Éluard och Jean Paulhan Correspondance 1919-1944 (édit. Claire Paulhan, Paris, 2003)
- André Pieyre de Mandiargues och Jean Paulhan: Correspondance 1947-1968. (Gallimard, coll. Les Cahiers de la NRF, 2009)